# Bertrana vella
Bertrana vella Levi, 1989 è un ragno appartenente alla famiglia Araneidae.

## Etimologia
Il nome proprio della specie deriva da un'arbitraria combinazione di lettere, probabilmente ottenuta anagrammando parzialmente il nome della località El Valle.

## Distribuzione
La specie è stata reperita a Panama e in Colombia: l'olotipo femmina ed un paratipo femmina sono stati rinvenuti ad El Valle, (Provincia di Coclé, Panamá); altri esemplari nei pressi della località colombiana di Anchicaya

## Tassonomia
Al 2012 non sono note sottospecie e dal 1989 non sono stati esaminati nuovi esemplari.